# Borsa e Mercati spagnoli

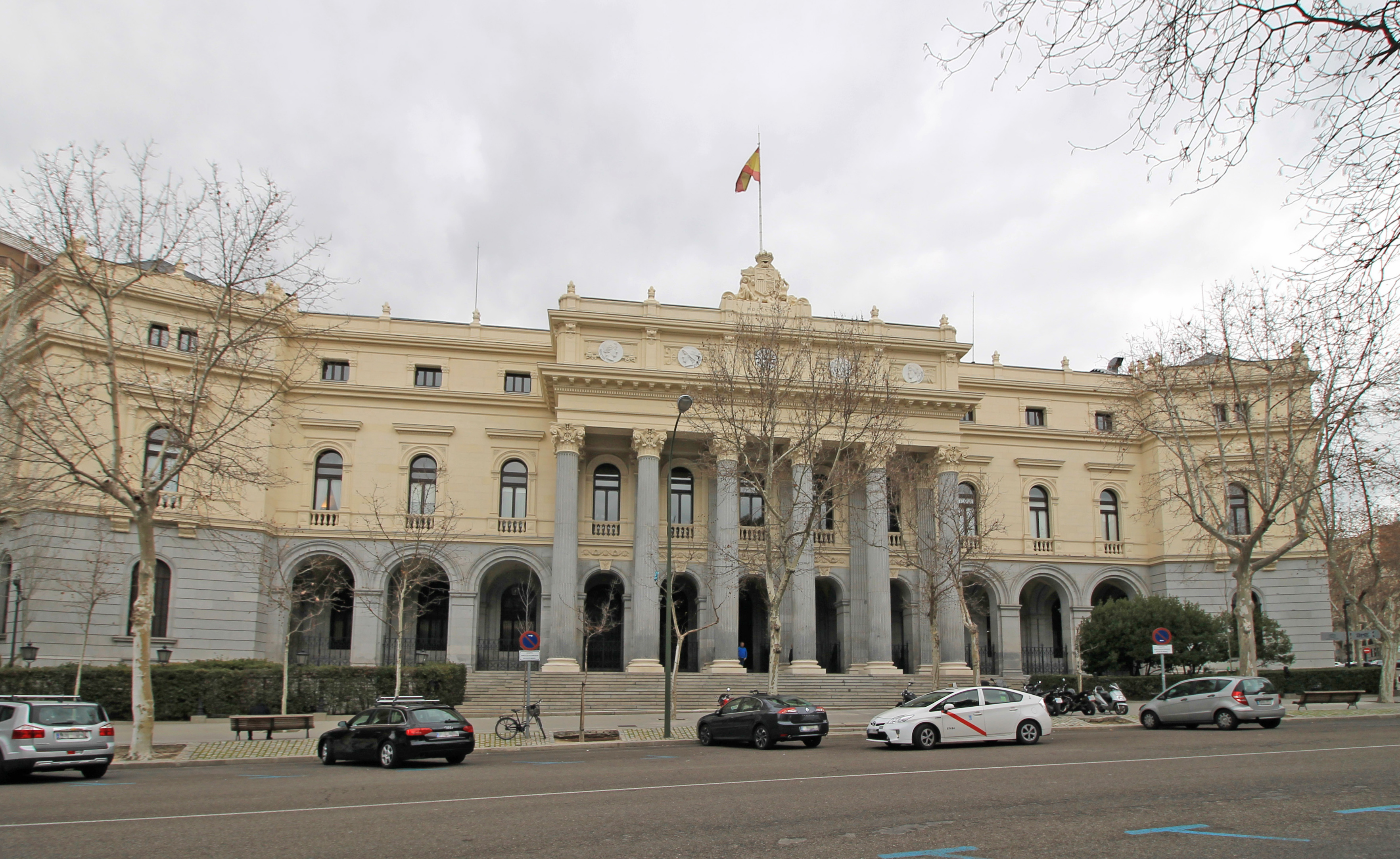
Sede di BME che è anche la sede della Borsa di Madrid

La Borsa e Mercati spagnoli (in spagnolo: Bolsas y Mercados Españoles) o BME è l'operatore di tutti i mercati valori e sistemi finanziari della Spagna. BME è quotata in borsa dal 14 luglio 2006 e fece parte di IBEX-35 da luglio 2007 a giugno 2015.
BME ha più di 20 filiali e tra quelle che compongono il gruppo ci sono la Borsa di Madrid, la borsa di Barcellona, la Borsa di Bilbao, la Borsa di Valencia, AIAF Mercado de Renta Fija, MEFF, Iberclear, MAB, Visual Trader BME Consulting, BME Innova, BME Market Data e Infobolsa.

## Amministrazione

### Consiglio di amministrazione
| Carica                   | Denominazione                                |
| ------------------------ | -------------------------------------------- |
| Presidente               | Javier Hernani                               |
| 1º Vicepresidente        | Ignacio Garralda Ruiz de Velasco             |
| 2º Vicepresidente        | Margarita Prat Rodrigo                       |
| Consigliere coordinatore | Manuel Olivencia Ruiz                        |
| Consigliera              | Maria Helena dos Santos Fernandes de Santana |
| Consigliere              | Carlos Fernández Gonzalez                    |
| Consigliere              | Álvaro Cuervo García                         |
| Consigliere              | Joan Hortala Arau                            |
| Consigliere              | Karel Lannoo                                 |
| Consigliere              | Juan March Juan                              |
| Consigliere              | Santos Martínez-Conde y Gutiérrez-Barquín    |
| Consigliere              | Ramiro Mato García-Ansorena                  |

### Salida a Bolsa
El 14 de julio de 2006 Bolsas y Mercados Españoles realizó una Oferta Pública de Venta de acciones y comenzó a cotizar en bolsa.